# زوزن
زَُوزَن -بضمّ أوَّلِه ويُفتَح؛ وأغلب أهل الأثر والنقل على الفتح- هي قرية في مقاطعة خواف في محافظة خراسان الرضوية في إيران.

## أعلامها
- أبو حنيفة عبد الرحمن بن الحسن بن أحمد الزوزني.
- الوليد بن أحمد بن محمد بن الوليد أبو العباس الزوزني، كان من علماء الصوفية وعُبّادهم، وتوفي سنة 376ھ .
- الحسين بن أحمد الزوزني[2]، كان أديبًا وكاتبًا.
- حمزة بن علي بن أحمد مؤسس الديانة الدرزية.[3]